# Patinage de vitesse aux Jeux olympiques de 1960
Pour des articles plus généraux, voir Patinage de vitesse aux Jeux olympiques et Jeux olympiques d'hiver de 1960.
Navigation
Cortina d'Ampezzo 1956 Innsbruck 1964
Le patinage de vitesse aux Jeux olympiques d'hiver de 1960 se déroule du 20 au 27 février 1960 à Squaw Valley aux États-Unis. Les épreuves masculines de patinage de vitesse font partie des épreuves olympiques depuis les premiers Jeux olympiques d’hiver qui ont eu lieu à Chamonix en France en 1924 tandis que les épreuves féminines font leur première apparition officielle dans le programme olympique (une apparition en tant que sport de démonstration a lieu lors des Jeux olympiques d'hiver de 1932 à Lake Placid).

## Format des épreuves
Aux Jeux de Squaw Valley, il y a 4 épreuves de patinage de vitesse chez les hommes :
- 500 m
- 1 500 m
- 5 000 m
- 10 000 m

et 4 épreuves de patinage de vitesse chez les femmes :
- 500 m
- 1 000 m
- 1 500 m
- 3 000 m.

## Nations participantes
104 athlètes provenant de 17 nations participent à cette discipline.
- Australie (2 hommes)
- Autriche (2 hommes)
- Canada (3 hommes + 2 femmes)
- Corée du Sud (3 hommes + 2 femmes)
- Danemark (1 homme)
- Équipe unifiée d’Allemagne (7 hommes + 5 femmes)
- États-Unis (9 hommes + 6 femmes)
- Finlande (5 hommes + 2 femmes)
- France (2 hommes + 1 femme)
- Grande-Bretagne (2 hommes)
- Italie (3 hommes)
- Japon (5 hommes + 3 femmes)
- Norvège (7 hommes)
- Pays-Bas (5 hommes)
- Pologne (2 femmes)
- Suède (7 hommes + 2 femmes)
- Union soviétique (11 hommes + 5 femmes)

## Podiums

### Hommes
| Épreuves | Or                        | Argent           | Bronze        |
| -------- | ------------------------- | ---------------- | ------------- |
| 500 m    | Yevgeny Grishin           | Bill Disney      | Rafael Grach  |
| 1 500 m  | Roald Aas Yevgeny Grishin | -                | Boris Stenin  |
| 5 000 m  | Viktor Kosichkin          | Knut Johannesen  | Janis Pesman  |
| 10 000 m | Knut Johannesen           | Viktor Kosichkin | Kjell Bäckman |

### Femmes
| Épreuves | Or               | Argent             | Bronze           |
| -------- | ---------------- | ------------------ | ---------------- |
| 500 m    | Helga Haase      | Natalya Donchenko  | Jeanne Ashworth  |
| 1 000 m  | Klara Guseva     | Helga Haase        | Tamara Rylova    |
| 1 500 m  | Lidia Skoblikova | Elwira Seroczyńska | Helena Pilejczyk |
| 3 000 m  | Lidia Skoblikova | Valentina Stenina  | Eevi Huttunen    |

## Tableau des médailles
| Rang  | Nation                     | Or | Argent | Bronze | Total |
| ----- | -------------------------- | -- | ------ | ------ | ----- |
| 1     | Union soviétique           | 6  | 3      | 3      | 12    |
| 2     | Suède                      | 2  | 1      | 0      | 3     |
| 3     | Équipe unifiée d’Allemagne | 1  | 1      | 0      | 2     |
| 4     | États-Unis                 | 0  | 1      | 1      | 2     |
| 4     | Pologne                    | 0  | 1      | 1      | 2     |
| 6     | Finlande                   | 0  | 0      | 1      | 1     |
| 6     | Pays-Bas                   | 0  | 0      | 1      | 1     |
| 6     | Suède                      | 0  | 0      | 1      | 1     |
| Total | Total                      | 9  | 7      | 8      | 24    |